# Berengar I.
Berengar I., též Berengar I. Furlanský (kolem 850–924), po matce Gisele vnuk císaře Ludvíka I. Zbožného, byl italským králem (888–924) a furlanským markrabětem (894–924). Byl posledním panovníkem říše Karla Velikého, který byl, papežem Janem X., korunován na římského císaře.
Italským králem se stal po abdikaci Karlovce Karla III. Tlustého. Musel však bojovat s mnoha dalšími pretendenty trůnu, Widem ze Spoleta a jeho synem Lambertem, východofranským králem Arnulfem Korutanským a nakonec Ludvíkem Provensálským, kterého zajal a oslepil. Zaměstnán těmito konflikty, nezvládl bránit Itálii před nájezdy Maďarů (např. bitva u Brenty – 899) a Arabů. S Maďary následně uzavřel mír a využíval je k boji proti svým odpůrcům.